# 계주

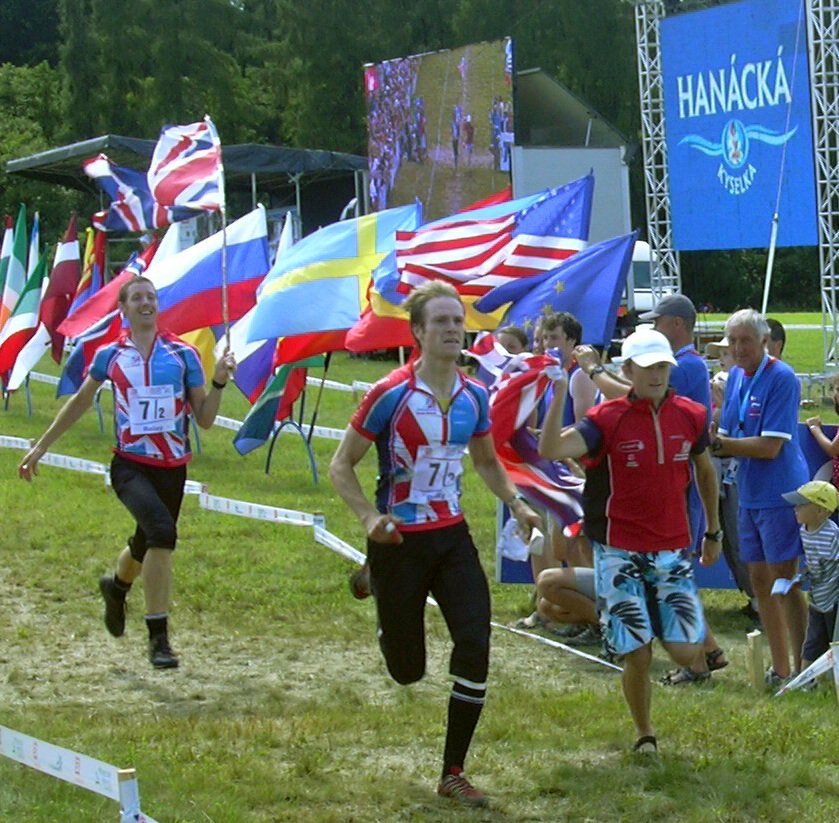
이어달리기

이어달리기 또는 계주(繼走)는 일정한 구간에서 몇 명이 한 조가 되어 차례로 배턴을 주고받으면서 달리는 육상 경기이다. 달리기, 수영, 스키, 스케이트 등 다양한 종목에 접목할 수 있다.

## 육상
육상 릴레이는 특히 마지막 주자가 접전일 경우, 열광적인 관중 반응과 함께 펼쳐지는 경우가 많다. 4×400m (또는 4×100m) 릴레이에서 정확한 구간 기록을 측정하기는 어렵다. 예를 들어, 팀이 4×400m 경기를 3분 안에 완주했다고 해서 팀의 모든 주자가 45초 안에 개인 400m를 달려야 하는 것은 아니다. 주자는 바턴을 받기 전에 가속을 시작하므로, 전체적인 개인 400m 기록보다 약간 더 느려도 가능하다. 4×400m 릴레이는 일반적으로 첫 번째 주자와 바턴 터치까지 레인에서 시작한다. 두 번째 주자는 처음 100m를 레인에서 달린 후, 다른 주자들을 방해하지 않는 한, 백스트레치에서 첫 번째 레인으로 진입할 수 있다. 경기 주최자는 세 번째 주자를 달리는 순서에 따라 (1등 주자가 가장 안쪽에 가깝게) 정렬시킨다. 빠른 팀은 먼저 통과하고, 느린 팀은 비어 있는 안쪽 레인으로 들어가야 한다.
IAAF 규칙에 따르면 릴레이 세계 기록은 모든 팀 구성원의 국적이 같아야만 인정된다. 여러 국가 선수로 구성된 팀이 세운 우수한 기록은 이 때문에 공인되지 않았다.
펜 릴레이, 드레이크 릴레이, 캔자스 릴레이, Mt. SAC 릴레이, 모데스토 릴레이, 텍사스 릴레이, 웨스트 코스트 릴레이와 같은 주요 미국 육상 경기 대회에는 다양한 종류의 릴레이 경기가 포함된다.

### 규칙 및 전략
각 주자는 특정 구역, 일반적으로 트랙에 삼각형으로 표시된 구역 내에서 다음 주자에게 바턴을 넘겨야 한다. 단거리 릴레이에서는 일반적으로 "블라인드 핸드오프(blind handoff)"를 사용한다. 두 번째 주자는 연습에서 미리 정해둔 지점에 서서 첫 번째 주자가 트랙의 시각적 표시(일반적으로 더 작은 삼각형)에 도달했을 때 달리기를 시작한다. 두 번째 주자는 몇 걸음 뒤에 손을 뒤로 펼치는데, 이때 첫 번째 주자가 따라잡아 바턴을 건네줄 수 있어야 한다. 보통 주자는 "스틱!"과 같이 몇 번 반복되는 청각 신호를 사용하여 바턴을 받는 사람에게 손을 내밀도록 알린다. 중거리 릴레이 또는 장거리 릴레이에서는 주자들이 들어오는 주자를 뒤돌아보며 천천히 달리면서 바턴을 받기 위해 손을 내밀며 시작한다.

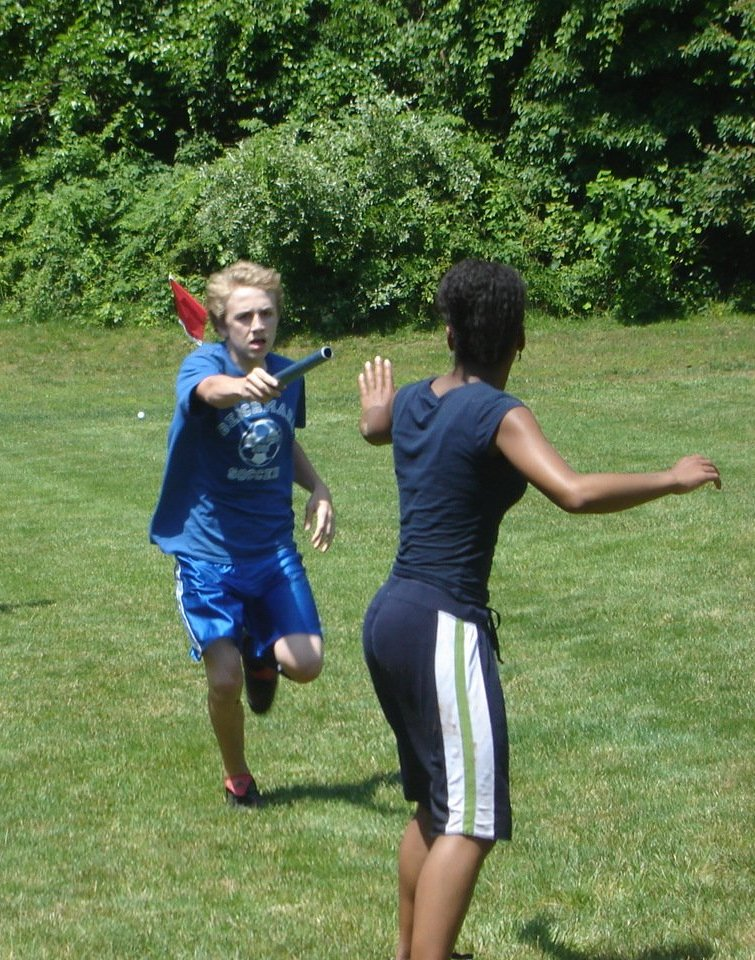
두 주자가 바턴을 넘길 준비를 하고 있다.

릴레이에서 팀은 다음과 같은 이유로 실격될 수 있다.
- 바턴을 잃어버린 경우 (바턴을 떨어뜨리는 것은 실격 사유가 되지 않는다. IAAF 규칙 번호 170.6 참조)
- 부적절한 바턴 전달, 특히 교환 구역 밖에서 전달한 경우
- 부정 출발 (보통 한 번, 때로는 두 번)
- 다른 경쟁자를 부적절하게 추월한 경우
- 다른 경쟁자의 추월을 방해한 경우
- 고의로 방해하거나, 코스를 부적절하게 가로지르거나, 다른 경쟁자를 어떤 식으로든 방해한 경우

주자의 속도를 기준으로 할 때, 4인 릴레이 팀 구성에 일반적으로 사용되는 전략은 두 번째로 빠른 주자, 세 번째로 빠른 주자, 가장 느린 주자, 그리고 가장 빠른 주자(앵커) 순이다. 그러나 일부 팀(주로 중학교 또는 어린 고등학교 팀)은 두 번째로 빠른 주자, 가장 느린 주자, 세 번째로 빠른 주자, 그리고 가장 빠른 주자(앵커) 순으로 구성한다. 하지만 다른 주자들보다 스타팅 블록에서 더 잘하는 주자가 있다면, 스타팅 블록을 사용하는 유일한 자리이기 때문에 첫 번째 자리로 이동될 수 있다.

### 대회
세계에서 가장 큰 릴레이 대회는 노르웨이의 홀멘콜렌스타페텐(Holmenkollstafetten)으로, 2014년 5월 10일 오슬로의 비스렛 경기장에서 시작하여 끝나는 15명의 2,944팀이 참가하여 총 44,160명의 릴레이 참가자가 있었다.
또 다른 큰 릴레이 대회는 펜 릴레이로, 매년 고등학교, 대학 및 프로 수준에서 15,000명 이상의 경쟁자가 참가하며, 3일 동안 100,000명 이상의 관중을 끌어모은다. 이는 육상 경기에서 릴레이 경기를 대중화시킨 공로를 인정받고 있다.

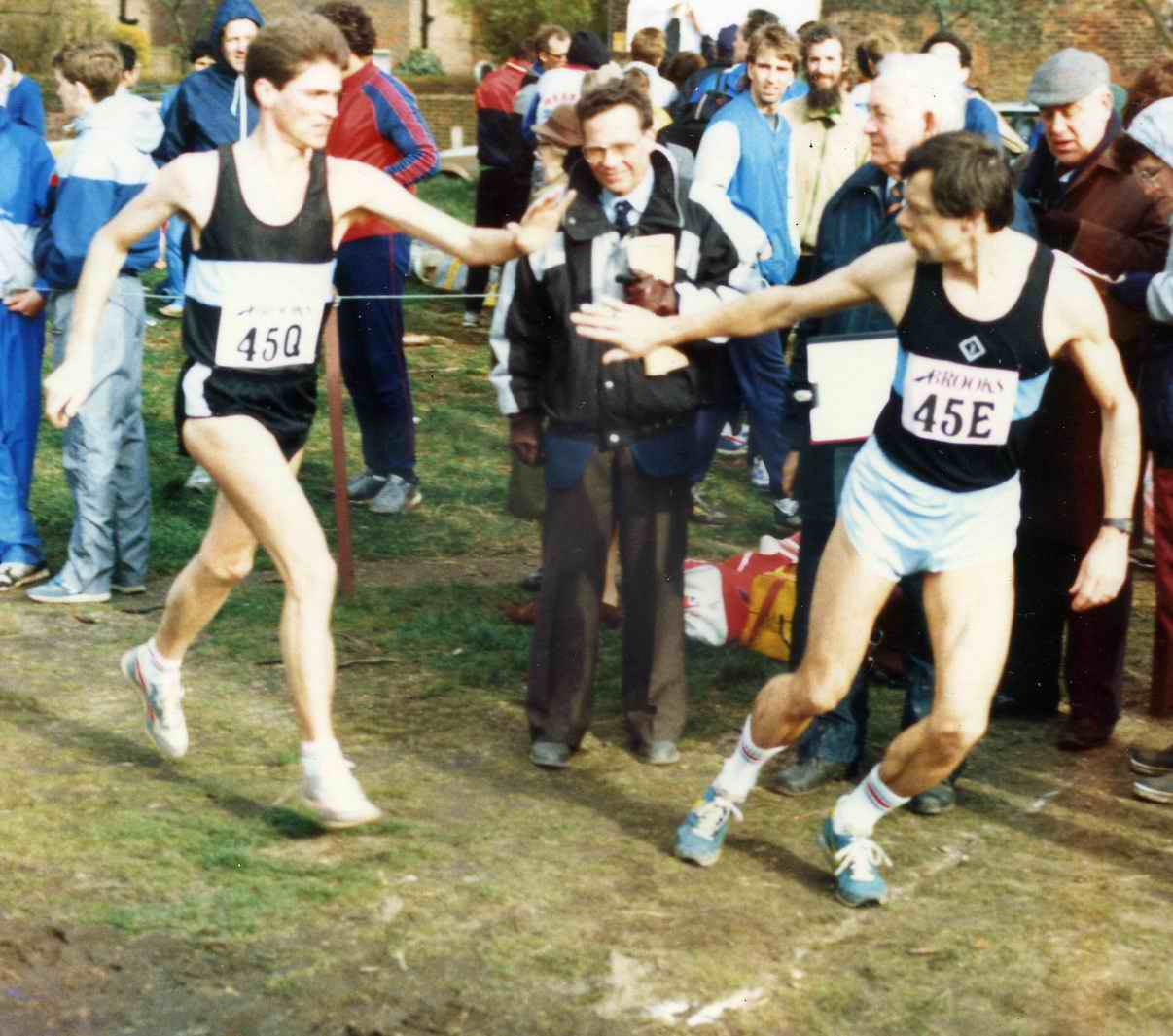
1988년 런던 윔블던 커먼에서 열린 서던 카운티스 12단계 로드 릴레이 챔피언십 참가 선수들

### 장거리 릴레이
장거리 릴레이는 모든 기술 수준의 주자들에게 점점 더 인기를 얻고 있다. 이러한 릴레이는 일반적으로 5개에서 36개의 레그로 구성되며, 각 레그는 일반적으로 5 and 10 km (3.1 and 6.2 마일) 사이의 길이지만 때로는 16 km (9.9 mi)만큼 길기도 한다.
IAAF 세계 로드 릴레이 선수권 대회는 1986년부터 1998년까지 개최되었으며, 6명의 팀원이 고전적인 42.195-킬로미터 (26.219 mi) 마라톤 거리를 완주했다.
100 킬로미터 (62 mi) 미만의 경주는 하루 안에 진행되며, 각 주자가 한두 개의 레그를 담당한다. 더 긴 릴레이는 밤새 진행되며, 각 주자가 일반적으로 세 개의 레그를 담당한다.
세계에서 가장 긴 릴레이 경주는 일본의 다카마츠 왕자 컵 니시닛폰 라운드 큐슈 에키덴으로, 나가사키에서 시작하여 계속된다.

### 셔틀 허들 릴레이
셔틀 허들 릴레이는 드레이크 릴레이 또는 펜 릴레이와 같은 릴레이 대회에 포함되는 남녀 경기이다. 2019 IAAF 세계 릴레이에서는 혼성 버전이 도입되었으며, 각 팀의 두 남자와 두 여자가 110m 허들 경주를 달린다.

### 메들리 릴레이
메들리 릴레이 경주는 육상 경기에서도 가끔 개최되며, 일반적으로 점진적으로 더 긴 거리를 달리는 4명의 주자로 구성된 팀으로 이루어진다. 거리 메들리 릴레이는 1200m, 400m, 800m, 1600m의 네 구간으로 구성되며, 이 순서대로 달린다. 스프린트 메들리 릴레이는 일반적으로 400m, 200m, 200m, 800m의 네 구간으로 구성되지만, 200m, 100m, 100m, 400m (때로는 짧은 스프린트 메들리라고도 함)의 더 드문 변형도 존재한다.

### 주화의 릴레이
릴레이 경주는 많은 수집가 주화의 주요 모티브로 선정되었다. 최근의 예로는 2003년에 2004년 하계 올림픽을 기념하여 발행된 10유로 그리스 릴레이 기념 주화가 있다. 주화 앞면에는 세 명의 현대 선수가 바턴을 들고 달리고 있으며, 배경에는 돌리코스(약 3,800m 거리의 준장거리 경주)로 알려진 경주를 달리는 세 명의 고대 선수가 묘사되어 있다.

## 수영 릴레이
FINA 규칙에 따르면 두 번째, 세 번째 또는 네 번째 수영 선수의 발은 들어오는 팀 동료가 벽을 터치하는 동안 (그리고 그 전에) 플랫폼에 접촉해야 한다. 그러나 시작하는 수영 선수는 이미 움직일 수 있으며, 이는 일반적인 출발에 비해 0.6-1.0초를 절약한다. 게다가 많은 수영 선수들은 팀 정신 분위기 덕분에 개인 경기보다 릴레이에서 더 나은 성적을 낸다. 결과적으로 릴레이 시간은 일반적으로 개인 수영 선수들의 최고 기록 합계보다 2-3초 빠르다.
개인혼영에서는 각 수영 선수가 다른 영법(순서대로: 배영, 평영, 접영, 자유형)을 사용하며, 자유형 수영 선수는 처음 세 가지 영법을 사용할 수 없다는 추가 제한이 있다. 경쟁 수준에서는 거의 모든 자유형 수영 선수가 자유형 크롤을 사용한다. 이 순서는 단일 수영 선수가 한 경주에서 접영, 배영, 평영, 자유형을 이 순서대로 수영하는 개인 혼영과는 다르다.
올림픽에서 겨루는 세 가지 표준 릴레이는 4×100m 자유형 릴레이, 4×200m 자유형 릴레이 및 4×100m 혼계영 릴레이이다.
혼성 릴레이는 2014년 FINA 세계 쇼트 코스 선수권 대회(4×50m 자유형 및 혼계영) 및 2015년 세계 수영 선수권 대회(4×100m 자유형 및 혼계영)에서 도입되었다. 이 종목은 2020년 하계 올림픽에서 (4×100m 혼계영) 데뷔했다.
오픈워터 수영에서는 혼성 릴레이가 2011년 세계 수영 선수권 대회(4×1250m)에서 도입되었다.

## 스키 릴레이

### 크로스컨트리 스키
FIS 노르딕 세계 스키 선수권 대회는 1933년부터 릴레이 경기를, 1954년부터 여자 경기를 특징으로 한다. 각 팀은 4명의 스키 선수로 구성되며, 각 선수는 10km/6.2마일(남자) 또는 5km/3.1마일(여자)을 완주해야 한다.

### 바이애슬론
바이애슬론에서는 릴레이 경주가 집단 출발로 진행되며, 팀은 4명의 바이애슬론 선수로 구성된다. 각 선수는 7.5km/4.66마일(남자) 또는 6.0km/3.73마일(여자)을 완주해야 한다. 각 구간은 세 바퀴로 진행되며, 두 번의 사격 라운드가 있다. 한 번은 복사, 한 번은 입사 자세이다.
혼성 바이애슬론 릴레이 경주는 2005년 바이애슬론 세계 선수권 대회에서 처음 개최되었으며, 2014년 동계 올림픽에 추가되었다.

## 오리엔티어링 릴레이
오리엔티어링에는 두 가지 주요 릴레이가 있다.
- 티오밀라 (4월/5월 스웨덴)
- 유콜라 및 벤라 릴레이 (6월 핀란드)

가을에는 나이 및 성별 분포에 대한 요구 사항이 있는 다른 릴레이도 있다.
- 할리코 릴레이, 살로 근처 핀란드
- 25-맨나, 스톡홀름 근처 스웨덴

## 기타 릴레이
세계 트라이애슬론 혼성 릴레이 선수권 대회는 2009년부터 개최된 혼성 트라이애슬론 릴레이 경주이다. 이전에는 2003년, 2006년, 2007년에 트라이애슬론 팀 세계 선수권 대회가 개최되었다. 또한 청소년 올림픽의 트라이애슬론에는 2010년부터 혼성 릴레이 경주가 있으며, 이 종목은 2020년 하계 올림픽에 도입되었다. 표준 트라이애슬론과 마찬가지로 각 트라이애슬론 선수는 수영, 사이클, 달리기 구간을 완료해야 한다.
매디슨은 두 명의 선수가 교대로 경주를 완주하는 트랙 사이클링 종목이다. 선수들은 파트너를 손으로 터치하여 언제든지 교대할 수 있다. 매디슨은 1995년부터 UCI 트랙 사이클링 세계 선수권 대회에, 2000년부터 올림픽에 포함되었다. 이 형식은 6일 경주에도 사용되었다. 로드 레이싱에서는 듀오 노르망이 노르망디, 프랑스에서 매년 개최되는 2인 개인 타임 트라이얼 릴레이이다. 산악 자전거에서는 UCI 산악 자전거 세계 선수권 대회에 1999년부터 혼성 팀 릴레이 경주가 있다.
게임 쇼 트리플 스렛에는 릴레이 경주처럼 진행되는 "트리플 스렛 릴레이 라운드"라는 보너스 라운드가 있었다. 우승 팀은 노래 제목과 해당 음악 아티스트를 교대로 맞춰야 했다.

## 같이 보기
- 릴레이